# Cloncurry
Cloncurry ist eine Kleinstadt im Nordwesten von Queensland, Australien.

## Lage und Infrastruktur
Sie liegt etwa 780 Kilometer westlich von Townsville, 120 Kilometer östlich von Mount Isa und etwa 1.700 Kilometer nordwestlich der Hauptstadt Brisbane. Cloncurry liegt am gleichnamigen Fluss, welcher etwa 300 Kilometer nördlich der Stadt in den Flinders River fließt, der wiederum nördlich von Normanton in den Golf von Carpentaria mündet. Sie ist der Sitz des gleichnamigen lokalen Verwaltungsgebiets (LGA) Cloncurry Shire Council.
Heute ist Cloncurry eine Kleinstadt mit 2524 Einwohnern (Stand: 2021) und liegt in einem Gebiet, in dem hauptsächlich Rinderzucht betrieben wird. Die Stadt liegt am Knoten mehrerer großer Highways. In Richtung Osten führt der Flinders Highway nach Townsville an der Ostküste des Landes. Nach Westen führt der Barkly Highway über Mount Isa ins Northern Territory. Nach Normanton im Norden führt die Burke Developmental Road und nach Longreach im Südosten der Landsborough Highway. Die beiden letztgenannten Straßen sind zusammen auch als Matilda Highway benannt nach dem berühmten australischen Song Waltzing Matilda. Außerdem besitzt Cloncurry eine Anbindung an das Netz von Queensland Rail (QR), der Eisenbahngesellschaft im Staat Queensland und hat einen Flughafen außerhalb der Stadt.

## Geschichte
Die ersten Europäer in dieser Gegend kamen mit der Burke-und-Wills-Expedition 1860/61. Robert O’Hara Burke benannte den Fluss nach seiner Cousine Lady Elizabeth Cloncurry. Eine erste Siedlung wurde angelegt, nachdem 1867 Kupfervorkommen in der Gegend entdeckt wurden und die Siedlung zur Versorgung der entstandenen Mine diente. 1884 wurde die Stadt Cloncurry gegründet und übernahm dabei den Namen des Flusses.
Lange Zeit war Cloncurry dafür bekannt, dass am 16. Januar 1889 mit 53,1 °C die höchste jemals in Australien gemessene Temperatur gemessen wurde. Heute wird dies jedoch aufgrund der damals noch sehr ungenauen und unzureichenden Messmethoden angezweifelt und es wird angenommen, dass die Temperatur etwa 49 °C betragen hat.
1922 richtete Qantas zwischen Charleville und Cloncurry die zweite regelmäßig operierende Fluggesellschaft Australiens ein. Die damals noch sehr junge Firma benannte sich nach der Region Queensland and Northern Territory Aerial Services, Q.A.N.T.A.S.
Am westlichen Rand des Cloncurry-Feldes wurde 1923 Silber-Blei-Erz entdeckt und ab 1927 wurde an dieser Stelle die heutige Stadt Mount Isa errichtet. Bis zu dieser Zeit war Cloncurry die größte Stadt im Nordwesten von Queensland.
Am 15. Mai 1928 startete vom Flughafen in Cloncurry der erste Flug des Royal Flying Doctor Service of Australia (RFDS). Damals war dies noch ein Experiment unter dem Namen Aerial Medical Service (AMS). Das verwendete Flugzeug war eine von Q.A.N.T.A.S geliehene Maschine. Heute erinnert ein RFDS-Museum in der Stadt an dieses Ereignis.

## Solarpark
In der Nähe von Cloncurry wurde ein größeres Solarkraftwerk geplant. Es sollte etwa 30 Millionen Kilowattstunden Strom im Jahr erzeugen. Damit wäre Cloncurry die erste Stadt in Australien gewesen, die ausschließlich mit Solarstrom versorgt worden wäre. Die Fertigstellung des Kraftwerks war für Anfang 2010 geplant. Auf Grund von Lichtverschmutzungsbedenken wurde das Projekt allerdings eingestellt. Danach wurde eine Photovoltaikanlage geplant, die 500 Haushalte versorgen und Ende 2012 in Betrieb gehen sollte. Die Regierung in Queensland zog im Mai 2012 die Finanzierung dieses Projekts aus Kostengründen zurück.